# Joanna Maria Stolarek
Joanna Maria Stolarek (geboren in Dobrodzień, Polen) ist eine deutsch-polnische Germanistin und Journalistin, seit 2019 Direktorin des Büros der Heinrich-Böll-Stiftung in Warschau.

## Leben
Joanna Maria Stolarek kam zum Studium nach Deutschland und studierte von 1997 bis 2005 an der Universität Tübingen Germanistik, Slawistik und Spanische Philologie, arbeitete zunächst als freie Journalistin bei der Südwest Presse. Von 2007 bis 2010 war sie akademische Mitarbeiterin an der Hochschule für Wirtschaft und Umwelt Geislingen. Anschließend volontierte sie bei der Geislinger Zeitung und arbeitete bis 2017 als Redakteurin bei der Südwest Presse, in der Märkischen Oderzeitung und in der Neuen Berliner Redaktionsgesellschaft, deren Projektleitung sie von 2018 bis 2019 innehatte. Zwischenzeitlich engagierte sie sich in der Nichtregierungsorganisation Neue deutsche Medienmacher, war Mitglied im Vorstand und leitete Medienprojekte.
Seit Oktober 2019 leitet sie als Direktorin das Büro der Heinrich-Böll-Stiftung in Warschau. Sie arbeitet über die polnisch-deutschen Beziehungen und analysiert die politische Situation und den gesellschaftlichen Wandel in beiden Ländern und beklagt die Propaganda und den großen Einfluss der staatlichen Medien im Land durch die PiS-Partei. Sie moderiert die Deutsch-Polnischen Medientage, in der Bundeszentrale für Politische Bildung und äußert sich in den Medien aus polnisch-deutscher Perspektive zur politischen und gesellschaftlichen Situation in beiden Ländern.
Joanna Maria Stolarek besitzt sowohl die polnische wie die deutsche Staatsbürgerschaft.